# Nowe Piekuty
Nowe Piekuty è un comune rurale polacco del distretto di Wysokie Mazowieckie, nel voivodato della Podlachia.
Ricopre una superficie di 109,37 km² e nel 2004 contava 4 060 abitanti.

## Geografia antropica

### Suddivisioni amministrative
Fanno parte del comune anche i centri abitati di Koboski e Tłoczewo.